# David Garfield
David Garfield (* 27. September 1956 in Chicago, Illinois) ist ein US-amerikanischer Keyboarder, Songwriter und Produzent.

## Karriere
David Garfield begann im Alter von sieben Jahren Klavier zu spielen. Von 1964 bis 1970 lebte er mit seiner Familie in New York City, wo er sehr stark von der Rockmusik geprägt wurde. Seine Liebe für den Jazz fand er in den vier Jahren danach, die er in St. Louis lebte.
Nachdem er in den 1970er Jahren hauptsächlich mit Jazzmusikern auf Alben und Tourneen zusammenarbeitete, machte er sich im folgenden Jahrzehnt zunächst in Japan einen Namen als Songwriter und Produzent. Erst nach der Gründung seiner eigenen Produktionsfirma Creatchy Productions brachte er auch eigene Alben heraus. Die Arbeiten an seinem ersten Album Tribute To Jeff, gewidmet dem 1992 verstorbenen Schlagzeuger Jeff Porcaro, dauerten jedoch fast sechs Jahre. Grund dafür war, dass Garfield auf diesem Album mit über 70 Westküsten-Musikern zusammenarbeitete, die zuvor auch mit Porcaro gespielt hatten. Unter anderem waren auf diesem Album Don Henley, Van Halen, Michael McDonald und Richard Marx zu hören. 1998 veröffentlichte er sein erstes Solo-Album I Am The Cat Man, dem er bislang fünf weitere folgen ließ.
Garfield ist zudem Gründer oder Mitbegründer vieler Bands und Projekte, in denen er mit Kollegen zusammenspielt. So gründete er 1975 mit seinem Freund Carlos Vega die Band Karizma, der später auch Michael Landau und Lenny Castro angehörten. Mit Los Lobotomys, einem Projekt, das er 1985 mit Jeff Porcaro und Steve Lukather gründete, ging er später mit Aerosmith und Peter Gabriel auf Tour. Außerdem gründete er 1990 das Los Angeles Keyboard Project, in das er viele bekannte Keyboarder, unter anderem Steve Porcaro, David Paich (beide Toto) und David Witham (George Benson), der Region einlud um gemeinsame Alben aufzunehmen.
Während seiner bisherigen Karriere arbeitete Garfield zudem mit vielen bekannten Künstlern der Musikszene zusammen. Er betätigte sich unter anderem auf Alben von George Benson, Eros Ramazzotti, Spinal Tap, Boz Scaggs und Larry Carlton als Keyboarder, Songwriter oder Produzent. Auf Tourneen begleitete er Michael McDonald, Luther Vandross, Nancy Wilson, Toto und viele andere Kūnstler auf ihren Konzerten. Er selbst gibt auch eigene Konzerte und organisiert das „Carlos Vega Memorial Birthday“-Konzert, welches jährlich zur Erinnerung an seinen verstorbenen Freund in Los Angeles stattfindet.
Garfield komponierte bislang mehrere Filmmusiken, so beispielsweise für die Filme Annie und Always. Für Coca-Cola und McDonald’s schrieb er mehrfach Werbejingles.
Neben seinen musikalischen Werken veröffentlichte Garfield auch zwei DVDs und ein Buch über das Spielen von Keyboards in der Rock- und Popmusik.

## Diskografie

### Eigene Alben
- 1997: Tribute To Jeff, Recollections
- 1998: I Am The Cat Man
- 2001: Music From Riding Bean
- 2003: Giving Back
- 2005: Seasons Of Change, The State of Things, Tribute To Jeff Revisited
- 2018 Jazz Outside The Box

### Alben anderer Künstler (Auszug)
- 1982: Joseph Williams (Joseph Williams), Annie (Film-Soundtrack)
- 1986: Discovery (Larry Carlton)
- 1987: Dream Come True (Karizma)
- 1988: Twice The Love (George Benson)
- 1989: Los Lobotomys (Los Lobotomys), Shocker, Always (beides Film-Soundtracks)
- 1990: Tales From The Bulge (Michael Landau), Joined Together (L.A. Keyboard Project)
- 1991: Love Hurts (Cher), On The Town (Richard Elliot)
- 1992: Break Like The Wind (Spinal Tap)
- 1994: Candyman (Los Lobotomys)
- 1996: Dove C’e Musica (Eros Ramazzotti)
- 1997: L.A. Keyboard Project (L.A. Keyboard Project)
- 2000: Submarine (Gregg Bissonette)
- 2001: Lost And Found (Karizma), Star Spangled Banner (Michael Landau)
- 2003: It Up (Steve Ferrone)

## DVDs
- 1994: In Concert (Steve Lukather u. Los Lobotomys, DVD) Inak records
- 2003: The Retro Jazz Quintett (DVD) AIX records
- 2005: The Latin Jazz Trio (DVD) AIX records
- 2006: George Benson Live in Montreux 86 (DVD) Eagle Eye records